# NGC 1800
NGC 1800 je galaksija u zviježđu Golubu.

## Vanjske poveznice
- SEDS: NGC 1800